# Université Jean-Moulin-Lyon-III
Pour les articles homonymes, voir Jean Moulin (homonymie) et Lyon III.
L’université Jean-Moulin-Lyon-III, de nom d’usage « université Jean-Moulin », également couramment appelée « Lyon III », est une université française située à Lyon et à Bourg-en-Bresse.
C'est l'une des quatre universités de l'académie de Lyon.
Elle est issue d’une scission de l'université Lumière-Lyon-II en 1973. Fondée par un groupe d'enseignants de Lyon II.
En 2007, elle est membre fondateur de la ComUE Université de Lyon.

## Histoire

### Historique de l'université

#### Les débuts
En 1969, à la suite des événements de Mai 68, l'ancienne université de Lyon est scindée entre une université de sciences naturelles, Lyon-I, et une université regroupant les sciences humaines, la gestion et le droit, Lyon-II. Une scission de la nouvelle université Lyon-II est envisagée par le ministère de tutelle dès sa création, mais elle est finalement organisée localement par un groupe d'enseignants. L'université Lyon-III est officiellement créée en 1973. Henri Roland est alors élu président de l'université (fonction créée par la loi Faure de 1968), tandis que l'université elle-même est organisée selon un modèle inspiré des facultés de l'« avant 1968 ». Les UER sont ainsi communément qualifiées de « facultés ».
La création de la nouvelle université se fait sous l'impulsion d'un groupe d'enseignants hétérogènes, où dominent les éléments de la droite parlementaire, mais qui inclut aussi des éléments de droite radicale, gaulliste et anti-gaulliste. Parmi les gaullistes de droite radicale, André Decocq est « doyen » de l'UER de droit, et Jacques Goudet est à la tête de l'institut des langues et est élu vice-président enseignant. Tous deux sont membres de l'UNI et du SAC,. Le deuxième vice-président est Gérard David, membre des Républicains indépendants. À l'extrême-droite anti-gaulliste, Jean Haudry est doyen de l'UER de lettres. Au centre et au centre-gauche, l'UER de philosophie est dirigée jusqu'en 1987 par François Dagognet, et l'IAE par André Varinard (futur recteur). L'université est ainsi politiquement hétérogène, malgré ses origines.
Toutefois, l'université s'oppose aussi à ce qu'elle appelle la « politisation » ; en 1975, le président Henri Roland refuse ainsi de proposer au conseil universitaire des étudiants appartenant aux listes pourtant majoritaires, plutôt à gauche, leur préférant des organisations classées à droite. Le rapport Rousso souligne ainsi : « les syndicats majoritaires aux élections étudiantes, en particulier l'UNEF, n'ont jamais obtenu de postes de vice-présidents, comme c'est l'usage dans d'autres universités, le privilège allant à des organisations classées à droite, et largement soumises aux directives des équipes dirigeantes. »
Placée au centre-ville, Lyon-III attire un certain nombre d'étudiants, notamment en raison de son enseignement de filières spécifiques (gestion) ou de diverses langues rares : en 1974, elle compte 6 737 étudiants ; en 1979, 10 014 ; en 1984, 13 022 ; en 1989, 14 670 ; en 1990, 15 186 ; en 1993, 17 034. En octobre 1978, elle accueille le Centre d'analyse et de traitement automatique de la Bible et des traditions écrites (CATAB), dirigé par Gérard Weil, qui se brouille ensuite avec Jacques Goudet, élu président de l'université en 1979.

#### Les réseaux d'extrême-droite dans l'histoire de Lyon-III

##### 1981-2003: implantation de l'extrême-droite dans le corps enseignant
Jacques Goudet créé en juin 1981 l'Institut d'études indo-européennes, qui vise à favoriser l'émergence dans l'enseignement des langues rares, mais s'inscrit aussi dans une conjoncture liée au mouvement de la Nouvelle Droite, qui y trouve un accueil (Pierre Vial, Jean Varenne, qui y enseigne le sanskrit, ou Jacques Marlaud, qui y devient par exemple maître de conférences en 1987). La gestion de Goudet (1979-1987, au-delà des 5 ans réglementaires) a été controversée ; le rapport Rousso (2004) la qualifie de « mélange de professionnalisme et de clientélisme qui a profondément marqué Lyon III ».
Lors de la loi Savary, promulguée en 1983 par le gouvernement socialiste, les étudiants de Lyon-III entrent en grève, partiellement soutenus par la direction. La situation demeure toutefois plutôt calme, malgré les pressions du GUD ; le président décide la fermeture administrative de l'université. En 1987, des étudiants venus parler de l'objection de conscience sont agressés.
Si ses effectifs triplent en 20 ans, la proportion de ses enseignants demeure la même, passant de 175 à 314 entre 1973 et 1989. Selon le rapport Rousso (2004), ce « facteur peut expliquer que l’université ait saisi toutes les opportunités qui s’offraient à elles en termes de postes, parfois au détriment de la compétence, de l’objectivité ou de la neutralité des enseignants recrutés. ». Bien intégrée dans le paysage universitaire dans les années 1990, elle compte alors « 22 équipes de recherche, d’importance et de réputation très inégales. »
En raison de l'orientation politique d'extrême droite de certains de ses enseignants, l'université a été accusée des années 1980 à 2000 de se montrer complaisante à l'égard de thèses négationnistes, antisémites et racistes. C'est l'institut d'études indo-européennes, qui regroupe moins d'une demi-douzaine de chercheurs, qui a concentré une grande partie des critiques, le reste étant porté par les pratiques peu démocratiques et opaques des gouvernances ; le professeur Bruno Gollnisch fut suspendu de toute activité pour des propos tenus lors d'une conférence de presse du 11 octobre 2004. Finalement relaxé par la Cour de cassation, il réintègre l'université en 2011 et prend sa retraite l'année suivante.
Le Rapport sur le racisme et le négationnisme à l'université Jean-Moulin-Lyon-III, établi sous la direction d'Henry Rousso à la suite d'une demande du ministre de l'Éducation nationale Jack Lang en 2001, a été rendu public en octobre 2004. Ce rapport a montré, que le nombre d'enseignants concernés était limité, environ une douzaine, mais avait porté atteinte à la crédibilité de l'institution car elle n'a pas réagi face aux comportements de certains de ses enseignants.

##### Tentatives de réimplantation étudiante depuis 2010
Les années 2010 et 2020 voient les associations étudiantes d'extrême-droite essayer de s'implanter à l'université. En 2011 puis en 2016, le GUD tente de s'implanter dans l'établissement via la création de deux associations étudiantes, l'Union Défense de la Jeunesse puis Lyon 3 Patriote, essuyant à deux reprises une opposition de la présidence de Lyon-III. En 2020, le syndicat étudiant la Cocarde étudiante essaye de se faire élire dans les instances locales du CROUS et de l'université ; interpellé en 2022 par les associations étudiantes dont l'UNEF, le président de l'université demande en 2024 la dissolution des groupes étudiants d'extrême-droite.

##### Politique interne de Lyon-III après 2003
En 2006, l'université est une des rares de France à ne pas être bloquée lors du mouvement lié au CPE. Un référendum est mis en place par l'administration sur la question du blocage. Ce dernier a été refusé par 82,42 % des votants, 17,58 % (3 000 votants) s'étant prononcés favorablement, tous les cours ont eu lieu.
Fin août 2007, le conseil d'administration de l'université élit un nouveau président, Hugues Fulchiron. La majorité dont il est issu consiste en une « union sacrée » (composée de la majorité des enseignants de la faculté de droit, des enseignants de la liste Concertation et soutenue par la Voix des IATOSS et les étudiants de l'UNEF) sous la bannière Jean Moulin Renouveau afin de rompre avec les pratiques des précédentes présidences et d'instaurer un esprit d'ouverture et de dialogue. Il est confirmé en mars 2008. Malgré tout, la gouvernance « Fulchiron » est très contestée au sein de l'établissement (soupçons de favoritisme, de harcèlement, critique de l'attribution des subventions du FSDIE, etc.), rapporte Lyon Capitale en 2011,. Depuis 2012 et l'élection du professeur Jacques Comby à la tête de Lyon-III, l'université semble se normaliser et les querelles s’apaiser[réf. nécessaire].
En juin 2024, l'annonce de la démission d'Eric Carpano président de l'université pour « raisons personnelles » se fait dans un contexte tendu . Un recours au tribunal administratif concernant des accusations d'usage illégal de la CVEC est annoncé par l'organisation étudiante majoritaire la Force, le jour même de sa démission.

#### Projets de fusion sur le site lyonnais
En novembre 2016, le conseil d'administration de l'université rejette le projet de fusion entre les trois universités lyonnaises ainsi qu'avec l'université de Saint-Étienne [16 pour, 18 contre]. Cette fusion ayant pour principal objectif de présenter sa candidature à une Initiative d'excellence (IDEX), qui avaient déjà écarté les universités lyonnaises à cause de leur absence de gouvernances communes. Les trois autres universités lyonnaises et stéphanoise souhaitent continuer la candidature aux Initiatives d'excellence (IDEX), sans l'université Lyon-III, même si celle-ci pourrait rejoindre le projet après coup.
Le 13 décembre 2016, le président Comby demande un nouveau vote du Conseil d'administration concernant l'IDEX et un vote de confiance à la suite du refus de novembre. le projet IDEX est largement accepté sous réserve qu'il n'engage en rien l'établissement dans la fusion [23 pour, 8 contre]. La confiance est renouvelée à 19 voix pour. Cet épisode a profondément scindé l'université entre les partisans de la fusion et les autres.
En 2020, c'est l'université de Saint-Étienne qui renonce aux projets de fusion. En 2024, les universités Lyon-I et Lyon-II renoncent également à fusionner.

### Présidents successifs
Depuis la création de l’université, huit présidents se sont succédé à la tête de l’établissement. Liste chronologique des présidents de Lyon-III :
| Identité                         | Période          | Période     | Durée                    |
| Identité                         | Début            | Fin         | Durée                    |
| -------------------------------- | ---------------- | ----------- | ------------------------ |
| Henri Roland (d), (1932 - 2024)  | 1973             | 1979        | 6 ans                    |
| Jacques Goudet (d) (1927 - 2016) | 1979             | 1987        | 8 ans                    |
| Pierre Vialle (d) (né en 1944)   | 1987             | 1994        | 7 ans                    |
| Henri Roland (d), (1932 - 2024)  | 1994             | 1997        | 3 ans                    |
| Gilles Guyot (né en 1946)        | 1997             | 2002        | 5 ans                    |
| Guy Lavorel (né en 1943)         | 2002             | 2007        | 5 ans                    |
| Hugues Fulchiron (né en 1959)    | 2007             | 2012        | 5 ans                    |
| Jacques Comby (d), (né en 1956)  | 2012             | 2020        | 8 ans                    |
| Éric Carpano (d), (né en 1972)   | 1er janvier 2021 | 3 juin 2024 | 3 ans, 5 mois et 2 jours |
| Gilles Bonnet (d), (né en 1972)  | juin 2024        | En cours    | 1 an et 1 mois           |

## Composantes
L'université est composée de quatre facultés et de trois instituts.

### Facultés
- La faculté de droit propose des formations juridiques et en sciences politiques. Dirigée, depuis 2022, par le doyen Olivier Gout, c'est la plus grande composante de l'université avec environ 9 600 étudiants (en 2022). La faculté de droit comprend huit instituts spécialisés[39].
- La faculté de philosophie de Lyon-III est dirigée depuis 2020 par Thierry Gontier[40], et compte 827 étudiants en 2019. En 2006, l'université Lyon-III a passé une convention avec l'université Ain Shams du Caire pour créer un département en Égypte ; actuellement, ce département compte 150 à 200 étudiants.
- La faculté des Humanités, Lettres et Sociétés propose aux étudiants des études de lettres modernes ou classiques, ainsi qu'en histoire, géographie et aménagement et l'IUP information et communication. Elle est dirigée par Sylvène Édouard et compte environ 2 000 étudiants.
- La faculté des langues comprend des études en langues, lettres, civilisations étrangères et régionales (dites LLCER) et en langues étrangères appliquées, avec apprentissage des littératures étrangères, de la civilisation, de l'histoire de la langue, de son système, en langues étrangères : allemand, anglais, arabe, chinois, coréen, espagnol, grec moderne, hébreu, hindi, italien, japonais, polonais, portugais, russe, sanskrit, turc. Elle est dirigée par Alessandro Martini et compte environ 5 000 étudiants.

### Instituts

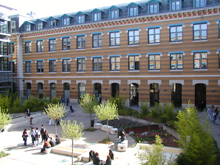
L'Institut d'administration des entreprises (IAE) de Lyon-III (2006).

- L'Institut d'administration des entreprises (IAE) de Lyon-III (2006).L'institut d'administration des entreprises de Lyon-III, également appelé iaelyon School of Management est un pôle universitaire d'enseignement et de recherche à la gestion et au management. Il accueille chaque année 6 000 étudiants et participants de formation continue et compte près de 150 enseignants permanents. L'IAE de Lyon propose aux étudiants un cursus professionnalisant de bac +3 à bac +8 (licence, master et doctorat). Il est dirigé par Marie-Christine Chalus depuis le mois de septembre 2023 (précédemment Christian Varinard ).
- L'institut international pour la francophonie (2IF), anciennement IFRAMOND, est à la fois centre de formation, de recherche et laboratoire d'idées (think tank) en relations internationales et pour la francophonie institutionnelle. Il est dirigé par Marielle Payaud.
- L'institut universitaire de technologie de Lyon-III est dirigé par Jérôme Travard et compte environ 1 000 étudiants.
- L'Institut de droit et d'économie des affaires (IDEA) est un pôle d'enseignement fondé en 1980 par le professeur Joanna Schmidt dans le cadre de la faculté de droit de l’université Jean-Moulin-Lyon-III. Il a été dirigé par le professeur Blanche Sousi, Franck Marmoz et aujourd’hui le professeur Nicolas Borga. Structure réactive aux besoins du marché de l’emploi et aux évolutions de la vie des affaires, l’IDEA construit ses différentes offres de formation en concertation avec les milieux professionnels : cabinets d’avocats, banques, juridictions, collectivités territoriales, établissements publics, mais aussi Banque de France, institutions européennes, ordres et organismes professionnels. Véritable école du droit de l’entreprise au sein de l’université, l’IDEA forme ses étudiants et auditeurs aux différentes techniques juridiques, financières et économiques du droit privé et du droit public des affaires.

## Formation et recherche

### Enseignement
L'offre de formation de l'Université Lyon-III est composée de :
- 3 diplômes universitaires de technologie (BUT) ;
- 9 mentions de licence ;
- 16 mentions de licence professionnelle ;
- 51 mentions de master ;
- 37 doctorats ;
- 70 diplômes d’université et certificats ;
- des préparations de diplômes en filière comptable, filière enseignement, carrières juridiques, carrières judiciaires ;
- 1 diplôme d'accès aux études universitaires (DAEU - A).

Ainsi que de nombreux diplômes universitaires (DU), chargés de répondre aux besoins spécifiques aux étudiants ou à ceux de toutes les personnes désirant se cultiver.

### Relations internationales
L'université a des relations avec plusieurs universités étrangères. Il existe notamment deux partenariats dans le cadre du master de langues étrangères appliquées. Les étudiants ont la possibilité, après une licence LEA spécialité anglais avec une autre langue, de préparer un master en double diplôme en allant passer un an (semestres 7 et 8) à l'université Monash, en Australie. De même les étudiants ayant suivi la spécialité anglais-italien peuvent passer le double diplôme avec l'université de Turin en Italie.
L'université est aussi partenaire du laboratoire international associé SALADYN créé en 2013.
La faculté de droit dispose des doubles licences et doubles maîtrises en droit français-droit anglais en partenariat avec l'université de l'Essex.

### Activités de recherche
L'université Lyon-III compte 6 écoles doctorales :
- droit ;
- sciences économiques et de gestion ;
- philosophie ;
- lettres, langues, linguistiques et arts (en coaccréditation) ;
- sciences sociales (en coaccréditation) ;
- éducation, psychologie, information (en coaccréditation).

Ces écoles doctorales comportent de nombreux centres de recherche parmi lesquels :
- le Centre de droit international ;
- le CLESID: Centre Lyonnais d'Études de Sécurité Internationale et de Défense ;
- le Centre de recherche Magellan de l'IAE de Lyon : recherche centrée sur la gestion et le management des organisations ;
- l'institut de recherches philosophiques de Lyon (IrPhiL) ;
- l'Institut d'études transtextuelles et transculturelles (IETT)

Elle est le siège du laboratoire environnement, ville, société (EVS), une unité mixte de recherches du CNRS (UMR 5600) qui fédère 7 composantes des universités et grandes écoles de Lyon et de Saint-Étienne, soit 100 chercheurs et 40 doctorants, autour de programmes de recherche en géographie, aménagement et urbanisme.

## Localisation

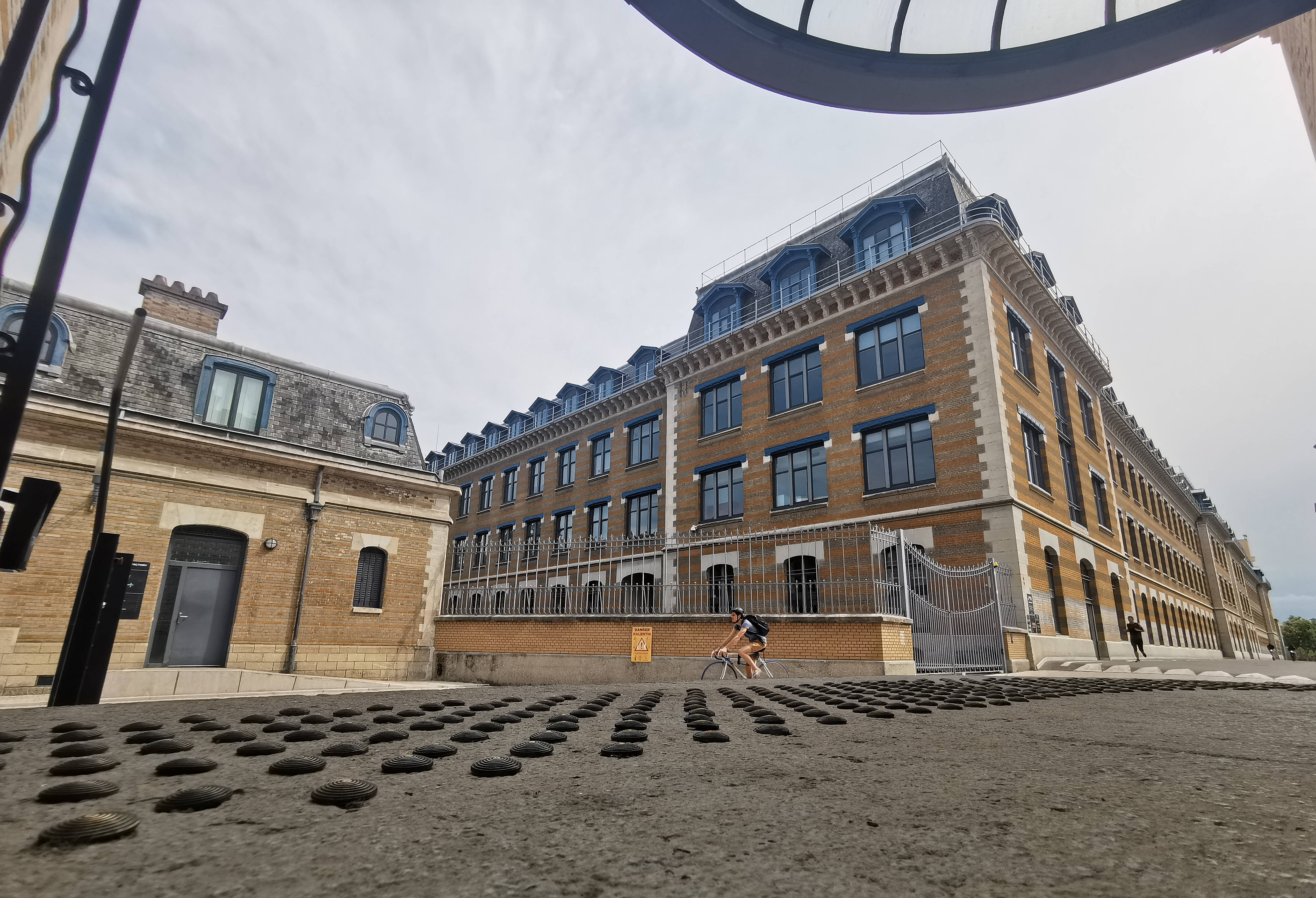
Campus de la Manufacture des tabacs (entrée nord)

Entre 1993 et 2009, l'université emménage dans le bâtiment de la Manufacture des tabacs, en lieu et place de son site à La Doua qui devient occupé par l'université Lyon-I. De même en 1994, le palais de la Recherche est construit à l'angle de la rue Pasteur et de la rue Chevreul, qui accueillera plus d'une dizaine de centres de recherche, l'école de notariat et une large partie des enseignements de 3e cycle.
L'université Lyon-III s'étend sur trois sites :
- le campus des Quais, situé au palais de l'Université, quai Claude Bernard, dans le 7e arrondissement de Lyon ; ce campus a été élargi dans les années 2010 avec la  livraison d'un complexe immobilier dans l'îlot Saint-Joseph[44]. Ce nouveau site accueille le siège de l'IUT de Lyon-III, la CoMUE de l'université de Lyon, un restaurant universitaire et une résidence gérés par le CROUS ainsi que la maison internationale des langues et des cultures (MILC), portée conjointement avec l'université Lyon-II. Ce projet a été réalisé par le cabinet d'architectes Auer+Weber+Assoziierte, sous la maîtrise d'ouvrage du rectorat et du CROUS et financé par l'État et les collectivités territoriales (conseils général, régional et Grand Lyon)
- le campus de la Manufacture, le plus important en termes d'effectif étudiant, situé dans le quartier de Monplaisir dans le 8e arrondissement ;
- le campus de la Charité, situé à Bourg-en-Bresse.

Au contraire des universités telles que Lyon-I ou Lyon-II, les lieux d'implantation de Lyon-III ne sont pas des campus au sens propre du terme, ils sont en effet uniquement des établissements réservés à la tenue des cours, sans infrastructure dédiée au logement des étudiants.
- la création d'un nouveau site a pu être évoquée dans l'ancienne prison Montluc, en face de la Manufacture des Tabacs, afin d'abriter le pôle de formation continue. Ce projet ne semble plus à l'ordre du jour en 2024.

## Vie étudiante

### Vie associative
L'université Jean-Moulin dispose près de 100 associations étudiantes[source insuffisante].
Depuis 2018, l'université organise la Nuit du Droit avec des procès fictifs de personnages connus : Severus Rogue (issu de l'univers de Harry Potter) en 2018 et Jon Snow (issu de la série Game of Thrones) en 2019.

### Évolution démographique
| 2000-2001 | 2001-2002 | 2002-2003 | 2003-2004 | 2004-2005 | 2005-2006 | 2006-2007 | 2007-2008 |
| --------- | --------- | --------- | --------- | --------- | --------- | --------- | --------- |
| 19 046    | 19 059    | 19 247    | 20 572    | 20 918    | 21 971    | 22 087    | 21 503    |

| 2008-2009 | 2009-2010 | 2010-2011 | 2011-2012 | 2012-2013 | 2013-2014 | - | - |
| --------- | --------- | --------- | --------- | --------- | --------- | - | - |
| 21 284    | 22 517    | 23 138    | 24 776    | 25 769    | 26 640    | - | - |

## Personnalités liées à l'université

### Enseignants
- Paul Ariès, militant écologiste : chargé de cours en économie-gestion
- Eric Baratay, historien et maître de conférences, chef de file des études animales en histoire
- Jacques Bichot, membre honoraire du Conseil économique et social : professeur d'économie.
- Marie-Anne Cohendet, constitutionnaliste : professeur de droit à l'université Jean-Moulin-Lyon-III et l'université Lumière-Lyon-II avant de rejoindre l'Université Panthéon-Sorbonne.
- Régis Debray, écrivain et philosophe : professeur de philosophie[62].
- Raphaël Enthoven, philosophe et journaliste : allocataire-moniteur en philosophie[63].
- Tristan Garcia, écrivain et philosophe : maître de conférences en philosophie.
- Bruno Gollnisch : juriste, député européen FN : professeur de droit.
- Hubert Julien-Laferrière, économiste, député socialiste puis écologiste : chargé de cours en économie-gestion.
- Marcel Leroux, climatologue, développeur de la théorie des anticyclones mobiles polaires et climato-sceptique concernant le réchauffement : professeur de climatologie.
- Patrick Louis, économiste, député européen MPF : professeur agrégé de gestion.
- Bernard Lugan, historien africaniste français, ancien membre de l'Action française : maître de conférences en histoire.
- Henri Maldiney, philosophe : professeur de philosophie générale.
- Jacques Marlaud, ancien journaliste au service français de la Voix de l'Afrique du Sud et ancien président du Groupement de recherche et d'études pour la civilisation européenne (GRECE) : maître de conférences en sciences de l'information et de la communication.
- Michel Mercier, garde des Sceaux du gouvernement Fillon, ministre de la Justice et des Libertés de 2010 à 2012, président du conseil général du Rhône de 1990 à 2013 : maître-assistant en droit.
- Christian Philip, ancien député UMP-UDF de la quatrième circonscription du Rhône : professeur de droit, spécialiste des questions européennes.
- Maurice-René Simonnet, ancien ministre et député MRP, ancien député européen UDF, ancien membre du Conseil constitutionnel : professeur de droit, doyen de la faculté de droit.

### Étudiants
- Frigide Barjot : humoriste et chroniqueuse mondaine, tête de l'opposition au mariage homosexuel et à l'homoparentalité en France.
- Thierry Braillard : homme politique (Parti radical de gauche) et secrétaire d'État chargé des Sports, Président de la Fondation du sport français
- Georges Chapouthier : neurobiologiste et philosophe français.
- Marie-Anne Cohendet : constitutionnaliste, directrice à l'École de droit de la Sorbonne.
- Coralie Dubost : femme politique française.
- Dominique Dord : homme politique, membre de l'UMP, maire d'Aix-les-Bains, député de la 1re circonscription de Savoie.
- François Falletti : magistrat, procureur général près la cour d'appel de Paris.
- Georges Fenech : magistrat et homme politique, membre de l’UMP puis des Républicains.
- Michel Havard : homme politique, membre de l'UMP, ancien député de la 1re circonscription du Rhône.
- Anne Hidalgo : femme politique, membre du PS, maire de Paris.
- Isabelle Huault : présidente de l'université Paris-Dauphine depuis 2016.
- Alain Jakubowicz: avocat, ancien président de la LICRA
- Blandine Kriegel : philosophe.
- Tiphaine Lagarde :  juriste, militante pour la promotion et la défense des droits des animaux.
- Patrick Louis : homme politique, député européen.
- Anys Mezzaour, écrivain algérien
- Michel Mercier : ministre de la Justice sous François Fillon, sénateur.
- Yves Nicolin : avocat et homme politique
- Dominique Perben : ministre de la Justice sous Jacques Chirac.
- Nathalie Perrin-Gilbert : femme politique, ex-secrétaire nationale du PS, ex-maire du 1er arrondissement de Lyon.
- François Perroux : économiste, professeur au Collège de France, fondateur de l'Institut de science économique appliquée.
- Julien Rochedy : homme politique et essayiste (Front national)
- Heidi Sevestre : glaciologue
- Mathieu Triclot : philosophe

#### Personnalités politiques étrangères
- Reine Alapini-Gansou : avocate et professeure de droit béninoise, juge à la Cour pénale internationale.
- Mohamed Chawki : conseiller d’État égyptien, ancien conseiller juridique auprès de ministères et d'autorités publiques égyptiens.
- Antoine Ghanem : professeur de droit et homme politique libanais.
- Kadra Ahmed Hassan : diplomate djiboutienne, représentante permanente de Djibouti auprès des Nations Unies à Genève[64].
- Seyed Mohammad Hosseini : diplomate et homme politique irakien.
- Walid Phares : conseiller en politique étrangère de Donald Trump, professeur d'études moyen-orientales et analyste des questions de terrorisme pour MSNBC.
- Delly Sesanga : homme politique congolais.
- Ousmane Sonko : homme politique sénégalais.
- Karima Souid : femme politique tunisienne.
- Yacouba Isaac Zida : ancien Premier ministre et chef de l'État de transition du Burkina Faso.

#### Médias
- Sylvie Tellier : Miss France 2002, directrice générale de la société Miss France et de Miss Europe Organisation.
- Kwai Lun-mei : actrice taïwanaise.
- Virginie Girod : historienne et chroniqueuse spécialiste de l'histoire des femmes et de la sexualité, intervenant principalement sur Europe 1 et dans Secrets d’Histoire.

### Docteurshonoris causa
- Kōichirō Matsuura : directeur général de l'UNESCO (1999-2009), ambassadeur du Japon à Paris (1994-1999)
- Shirin Ebadi : prix Nobel de la paix en 2003, avocate au barreau de Téhéran
- Abdou Diouf : président du Sénégal (1981-2000), secrétaire général de la Francophonie (2003-2015),
- Blaise Compaoré : président du Burkina Faso (1987-2014). Le président Éric Carpano a annoncé par voie de presse le 20 septembre 2022 son intention de retirer au dictateur Blaise Compaoré le titre de Docteur Honoris Causa pour « laver l’affront fait autant aux valeurs universitaires qu’au peuple burkinabé ». Le doctorat honoris causa a été officiellement retiré à Blaise Compaoré le mois suivant[65].
- Michał Seweryński : recteur de l'université de Łódź (1990-1996), ministre polonais de l'Éducation et de la Science, puis de l'Enseignement supérieur (2005-2007)
- Gérald Tremblay : maire de Montréal (2002-2012)
- Jean-Marie Toulouse : HEC Montréal
- Janet Currie : économiste canadienne, professeure de chaire et directrice du Center for Health and Wellbeing de l'Université de Princeton
- Pierre Gannagé : ancien membre du Conseil constitutionnel (Liban) et membre correspondant de l’Académie des sciences morales et politiques.
- Michèle Stanton-Jean : présidente du Comité conjoint sur la conduite responsable en recherche des Fonds de recherche du Québec
- Jean-Marie Cauchies, des facultés universitaires Saint-Louis (FUSL) et de l'université catholique de Louvain (UCL)
- Andrea Riccardi de l'université de Rome III
- Wynton Marsalis : compositeur et trompettiste, manager et directeur artistique du Jazz au Lincoln Center for the Performing Arts aux États-Unis
- Johannes Masing : professeur de droit constitutionnel à l’université de Fribourg-en-Brisgau, ancien Juge à la Cour constitutionnelle fédérale allemande[66]
- Philippe Sands : professeur de droit, avocat, auteur[66]